# 太田あや
太田 あや（おおた あや、1976年1月30日 - ）は、石川県出身のフリーライター。
1999年日本女子大学文学部卒業。2002年一橋大学大学院言語社会研究科修士課程修了後、株式会社ベネッセコーポレーションに入社。進研ゼミの編集を担当する。
2006年に退社してフリーライターに転身した。以後は教育分野を中心に執筆活動を行っている。
コクヨグループのコクヨS&T株式会社と株式会社文藝春秋と共同で、東大合格生が使用したノートの研究に基づく「ドット入り罫線シリーズ」ノートを開発し2008年10月10日に発売した。

## 著書
- 『東大合格生のノートはかならず美しい』文藝春秋 2008年
- 『東大合格生のノートはどうして美しいのか』文藝春秋 2009年
- 『ネコの目で見守る子育て―学力・体力テスト日本一!福井県の教育のヒミツ』小学館 2009年
- 『超小学生（スーパー小学生）』小学館 2012年
- 『東大合格生が小学生だったときのノート ノートが書きたくなる6つの約束』講談社 2015年
- 『東大合格生の秘密の「勝負ノート」』文藝春秋 2015年

### 共著
- 『家具と人 Living with modern crafts』萩原健太郎共取材・文 ビー・エヌ・エヌ新社 2009年
- 『東大生が考えた魔法の算数ノートなっとQ～ 小学3年生～6年生本当の学力がつく』編　南部陽介,木村俊介,萩原利士成共著 小学館 2010年
- 『東大生が考えた魔法の算数ノート文章題なっとQ～ 小学3年生～6年生本当の学力がつく』編 南部陽介, 木村俊介, 萩原利士成共著 小学館 2011年
- 『東大生が考えた魔法の算数ドリルパズルなっとQ～ 小学3年生～6年生本当の学力がつく』編 南部陽介, 木村俊介, 荻原利士成, 大谷直也共著 小学館 2012年

## テレビ出演
- 「笑っていいとも!」(2009年6月26日)

## 外部サイト
- 太田あやノート（公式サイト）